# Микроскоп (созвездие)
Микроско́п (лат. Microscopium) — небольшое созвездие южного полушария неба. Лежит к югу от Козерога, к северу от Индейца, восточнее Стрельца и западнее Южной Рыбы и Журавля.

## Краткое описание
Занимает на небе площадь в 210 квадратных градусов, содержит 37 звёзд, видимых невооружённым глазом. Не содержит звёзд ярче 5-й звёздной величины. Наилучшие условия для наблюдений в июле—августе, полностью видно в южных районах России, частично — в центральных.

## Интересные объекты
В 2007 году учёные из исследовательской группы под руководством Уве Вольтера (Uwe Wolter), астронома из обсерватории Гамбурга (Hamburger Sternwarte), впервые смогли реконструировать место вспышки на поверхности похожей на Солнце звезды — HD 197890. Звезда делает один оборот за 9 часов 7 минут.

## История
Созвездие опубликовал впервые в 1754 году (предложил название в 1756 году, латинизировал — в 1763) известный исследователь южного звёздного неба французский астроном Никола Луи де Лакайль в честь Антони ван Левенгука.